# Karl Althoff
Karl Althoff (* 31. März 1914 in München; † 13. Dezember 1966 in Bremen) war ein deutscher Politiker. Er war Mitglied der Bremischen Bürgerschaft (SPD).   

## Biografie
Althoff war als Großhändler und Industrievertreter in Bremen tätig.
Althoff war Mitglied in der SPD und in verschiedenen Funktionen aktiv. Er war für die SPD von 1955 bis 1959 sowie 1964 bis 1966 (†) in der 4. und 6. Wahlperiode sechs Jahre lang Mitglied der Bremischen Bürgerschaft und in der Bürgerschaft in verschiedenen Deputationen tätig. 
Er war verheiratet und wurde auf dem Friedhof Bremen-Osterholz beerdigt.